# Risks and Roughnecks
Risks and Roughnecks è un cortometraggio muto del 1917 diretto da Lawrence Semon (Larry Semon).

## Produzione
Il film fu prodotto dalla Vitagraph Company of America (come Big V Comedies).

## Distribuzione
Distribuito dalla Vitagraph Company of America, il film - un cortometraggio in una bobina presentato da Albert E. Smith - uscì nelle sale cinematografiche statunitensi il 17 settembre 1917.
La Grapevine Video lo distribuì inserito in DVD nell'antologia Larry Semon, Volume 2 (1917-1925) che uscì sul mercato americano nel novembre 2005.